# Gunnar Bjurner
Knut Gunnar Bjurner, född 10 januari 1882 i Hedvig Eleonora församling, Stockholm, död 28 januari 1964 på Östermalm, Stockholm (skriven i Skeppsholms församling), Stockholm, var en svensk sjöofficer (viceamiral).

## Biografi
Bjurner blev underlöjtnant vid flottan 1901 och löjtnant 1903. Han studerade vid Kungliga Sjökrigshögskolan 1906–1908 och genomgick Artilleri- och ingenjörhögskolans högre kurs 1908–1910. Bjurner blev kapten 1910, kommendörkapten av andra graden och chef för artilleridepartementet i Karlskrona 1919. Han blev kommendörkapten av första graden och chef för marinförvaltningens artilleriavdelning 1923. Han var fartygschef på pansarskeppen HMS Sverige 1926–1927 och HMS Oscar II 1929–1930 samt blev kommendör vid flottan 1931. Bjurner var varvschef i Karlskrona 1931 och var chef för vintereskadern 1933–1934. Bjurner blev konteramiral 1936, var befälhavande amiral och stationsbefälhavare i Karlskrona 1936, chef sydkustens marindistrikt 1937 och var chef för marinförvaltningen 1938–1943. Han överfördes på övergångsstat 1944, var utredningsman vid försvarsdepartementet angående sjökrigsmaterielen 1943–1945 och blev viceamiral i amiralitetets reserv 1947.
Han var ordförande Riksföreningen för svenskhetens bevarande i utlandets lokalavdelning i Karlskrona 1932–1938, president i rotaryklubben i Karlskrona 1932–1938, ordförande i flottans pensionskassa 1936–1938 och i Stiftelsen Svenska Kryssarklubbens Seglarskola 1944. Bjurner var ledamot av Sjöhistoriska museets nämnd 1939–1943, blev ledamot av Kungliga Örlogsmannasällskapet 1915, hedersledamot och ordförande 1936 samt ledamot av Kungliga Krigsvetenskapsakademien 1927. Bjurner utgav Lärobok i artilleri (tillsammans med Tor Wahlman och Arthur Örnberg) och utarbetade exercisregi med mera i artilleri.
Bjurner var son till filosofie doktor Gust. Ad. Carlsson och Ellen Hallström. Han  gifte sig 1910 med Elsa Schram (1888–1971), dotter till grosshandlare Fredrik Schram och Alma Dillberg. Bjurner avled 1964 och gravsattes den 30 maj 1964 på Galärvarvskyrkogården i Stockholm.

## Utmärkelser

### Svenska utmärkelser
- Kommendör med stora korset av Svärdsorden, 5 juni 1943.[5]
- Kommendör av första klassen av Svärdsorden, 6 juni 1936.[6]
- Riddare av första klassen av Svärdsorden, 1922.[7]
- Riddare av Nordstjärneorden, 1926.[8]
- Riddare av första klassen av Vasaorden, 1913.[9]

### Utländska utmärkelser
- Första klassen med svärd av Finska Frihetskorsets orden, tidigast 1940 och senast 1942.[10][11]
- Storofficer av Italienska kronorden, tidigast 1940 och senast 1942.[10][11]
- Kommendör av Grekiska Fenixorden, tidigast 1925 och senast 1931.[12][13]
- Officer av Franska Hederslegionen, tidigast 1925 och senast 1931.[12][13]
- Riddare av Danska Dannebrogorden, tidigast 1921 och senast 1925.[12][14]
- Riddare av fjärde klassen av Preussiska Röda örns orden, tidigast 1905 och senast 1909.[15][16]
- Riddare av tredje klassen av Ryska Sankt Stanislausorden, tidigast 1909 och senast 1915.[16][17]
- Konung Christian X:s Frihetsmedalj, senast 1962.[3]